# Engadin Bus
Engadin Bus ist ein Busbetrieb der Bus und Service AG. Seit 1999 erbringen 22 Solo- und Gelenkbusse auf insgesamt sieben Linien eine unverzichtbare Mobilitätsdienstleistung im Oberengadin. 2,6 Millionen Einheimische, Pendler und Touristen profitieren jährlich vom dichten, mehr als 200 Kilometer umfassenden Liniennetz. Gemeinsam mit Postauto, dem Ortsbus St. Moritz und der Rhätischen Bahn bildet der Engadin Bus den Tarifverbund «engadin mobil». Das Liniennetz von Engadin Bus reicht von Maloja bis Cinuos-chel.

## Geschichte
Gegen Ende der 1990er-Jahre war der Kreis Oberengadin mit den Leistungen des Postautos unzufrieden. Die Post tat sich zunehmend schwer, auf externe Anregungen einzugehen. So kam es im Oberengadin weder zum Einsatz von Niederflurbussen noch zur Einführung von Liniennummern. Mit einer Ausschreibung versuchte der Kreis, dem Angebot mit dem besten Preis-Leistungs-Verhältnis zum Durchbruch zu verhelfen. Am 28. Juni 1999 vergab der Kreis den Auftrag an den Stadtbus Chur, der heutigen Bus und Service AG. Mit einem jährlichen Zuschussbedarf von 5,2 Millionen Franken hat das Angebot der Post die Offerte des Stadtbusses um 1,1 Millionen übertroffen.
Der Start des Engadin-Busses verlief holprig. Die Zahl der Busse war zu gering veranschlagt, und es mussten Fahrzeuge angemietet werden. Das neu rekrutierte Personal war oft wenig qualifiziert und sprachunkundig. Die schwierige Personalsituation lässt sich mit den hohen Lebenshaltungskosten im Oberengadin und den gegenüber Postautochauffeuren geringeren Zulagen begründen.
Per Dezember 2027 übernimmt Engadin Bus die Linien von PostAuto im Bergell, inklusive dem Palm-Express.

## Linien
Das Liniennetz von Engadin Bus ist in den Integralen Tarifverbund «engadin mobil» integriert, welcher nebst den sieben Engadin-Bus-Linien auch die Linie des Ortsbus St. Moritz, eine Postautolinie und Teilstrecken von drei Linien der Rhätischen Bahn umfasst. Das eigentliche Engadin-Bus-Netz besteht aus den Hauptlinien 601, 602 und 606 im Korridor Samedan/Pontresina – St. Moritz – Silvaplana – Sils – Maloja, der Linie 604 St. Moritz – Maloja zum Auffüllen der Taktlücken der Postautolinie St. Moritz – Bergell sowie der Linien 606 und 607 ab Samedan in die Plaiv über Bever, La Punt, Madulain, Zuoz und S-chanf nach Cinuos-chel.
| Linie | Strecke |
| ----- | --- |
| 601   | St. Moritz Bahnhof – St. Moritz Dorf – St. Moritz Bad – Silvaplana – Corvatschbahn – Furtschellas* – Sils/Segl Maria Posta* (*nur Sommer und Winter) |
| 602   | Lagalb* – Diavolezza* – Pontresina – Celerina – St. Moritz Dorf – St. Moritz Bad – Silvaplana – Corvatschbahn* (*nur im Winter)                      |
| 603   | Porta Samedan° – Samedan° – Celerina° – St. Moritz Dorf° – St. Moritz Bad° – Silvaplana – Corvatschbahn (°nur Sommer, ganze Linie nur Winter)        |
| 604   | Pontresina* – St. Moritz Bahnhof – Silvaplana – Sils – Maloja – Castasegna – Chiavenna (*nur Sommer und Winter)                                      |
| 605   | St. Moritz Bahnhof – St. Moritz Dorf – Silvaplana – Sils/Segl Maria Posta                                                                            |
| 606   | Chamues-ch – Bever – Samedan – Celerina – St. Moritz Dorf – St. Moritz Bahnhof                                                                       |
| 607   | Pontresina Bahnhof – Pontresina Post – Porta Samedan – Samedan                                                                                       |
| 608   | Chamues-ch – Madulain – Zuoz – S-chanf – Parc Naziunal* – Cinuos-chel (*nur im Sommer)                                                               |
| 609   | St. Moritz, Bahnhof – St. Moritz Bad, Youth Hostel                                                                                                   |
| 610   | Nachtbus Pontresina – Samedan – St. Moritz – Silvaplana – Sils – Maloja                                                                              |
| 611   | Nachtbus Samedan – Bever – Zuoz – S-chanf |
| 620   | Silvaplana – Corvatschbahn |

## Fahrzeugpark

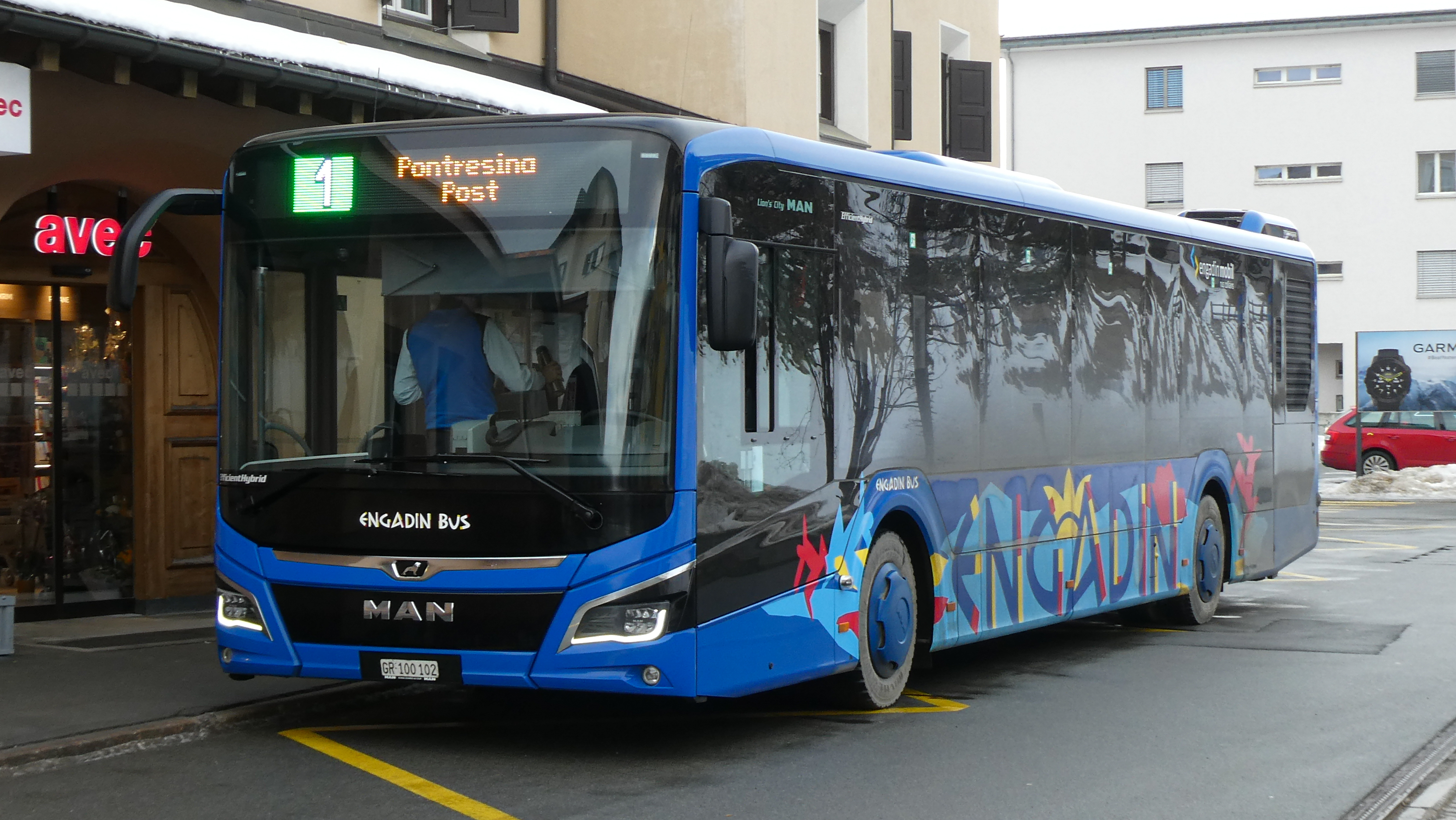
MAN Lion’s City von Engadin Bus beim Bahnhof Samedan

Der Fahrzeugpark von Engadin Bus besteht aus 20 modernen Standard- und Gelenkbussen. Die Gelenkbusse werden in der Regel ausschliesslich in der Sommer- und Wintersaison eingesetzt – hauptsächlich auf den Linien 601, 602, 604 und 606 jeweils im Mischbetrieb mit Standardwagen. Die Standardbusse werden auf allen Linien im Oberengadin eingesetzt, wobei auf der Linie 607 von Montag bis Freitag jeweils ein Klein- oder Midibus die Fahrgäste transportiert.